# Baetisca
Baetisca is een geslacht van haften (Ephemeroptera) uit de familie Baetiscidae.

## Soorten
Het geslacht Baetisca omvat de volgende soorten:
- Baetisca becki
- Baetisca berneri
- Baetisca callosa
- Baetisca carolina
- Baetisca columbiana
- Baetisca escambiensis
- Baetisca gibbera
- Baetisca lacustris
- Baetisca laurentina
- Baetisca obesa
- Baetisca rogersi
- Baetisca rubescens